# محمد عوض الله
محمد عوض الله (مواليد 16 يوليو 2002) هو لاعب كرة قدم سوداني مولود في الإمارات، يجيد اللعب كمهاجم ، ويلعب حاليًا مع نادي العين الإماراتي كلاعب من مواليد الدولة. 

## مسيرة اللاعب
لعب مع نادي العين و أعير إلى نادي خورفكان في عام 2023 لمدة موسم.

## روابط خارجية
- محمد عوض الله على موقع Soccerway.com (الإنجليزية)